# Confederação Brasileira de Tiro com Arco
A Confederação Brasileira de Tiro com Arco é uma entidade oficial que regulamenta o tiro com arco esportivo no Brasil.
Fundada em 09 de julho de 1991, no Rio de Janeiro pelas seguintes federações: Federação Mineira de Arqueirismo, Federação de Arqueirismo do Estado do Rio de Janeiro, Federação Gaúcha de Arco e Flecha, Federação Paraense de Arqueirismo (desativada) e Federação Paulista de Arco e Flecha.
O primeiro presidente da Confederação foi o Sr. Wladmir Bráulio Jr, que atuou de 1991 a 1995.